# Parlament de Catalunya a Amèrica

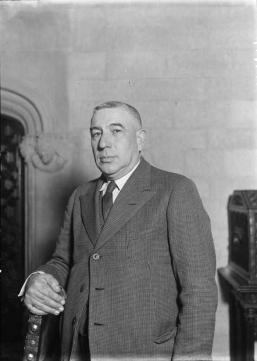
El President de la Generalitat de Catalunya Josep Irla

Parlament de Catalunya a Amèrica és el nom amb què es coneix la sessió parlamentària del Parlament de Catalunya celebrada a Mèxic, el 5 d'agost de 1954, per tal d'elegir el president de la Generalitat. Un cop dimitit Josep Irla i Bosch, com a president de la Generalitat, el 7 de maig de 1954, la cambra catalana tornà a reunir-se, per primera i única vegada (després de l'1 d'octubre de 1938) a Mèxic.
La sessió es feu a l'edifici ocupat per l'ambaixada de la República Espanyola. S'organitzà i es desenvolupà sense representacions oficials ni diplomàtiques i amb absència de mitjans de comunicació.

## Context
El 1954, Josep Irla, amb problemes de salut, decideix dimitir de la presidència de la Generalitat i així ho comunica a Tarradellas, a qui veu com el més capacitat per succeir-lo. Irla constitueix un Consell de Catalunya format pels diputats del Parlament (dels que resten dels 83 elegits el 1932), però reforçats amb la presència dels diputats catalans a les Corts de Madrid, el representant de Catalunya al Tribunal de Garanties Constitucionals i el Procurador General del Tribunal de Cassació. El president nomena Tarradellas conseller primer (abril de 1954) i es convoca el Consell a l'ambaixada de la República espanyola a Mèxic, país que no reconeix el règim de Franco.
Irla volia donar la màxima transcendència i legitimitat a l'elecció del nou president de la Generalitat, però el fet de constituir un Consell de Catalunya en el qual els vots dels diputats del Parlament valien tant com els de les Corts, va servir per generar una viva polèmica entre determinats grups de l'exili. Tarradellas, el 3 de juny de 1954, adonant-se del malestar generat, emet una nota aclaridora en què assegura que seran només els diputats al Parlament els qui elegiran el president. El Consell de Catalunya proposarà, finalment, el nom del candidat que disposa de més consens per ser elegit president, i són els diputats al Parlament els qui voten el successor d'Irla.

## La Sessió
A l'esmentada reunió, intervingué Dalmau Costa com a cap cerimonial i Ot Duran d'Ocon com a Procurador General de Catalunya. Estanislau Ruiz i Ponsetí, com a diputat de més edat, n'ocupà la presidència, acompanyat per Antoni Dot, Josep Folch i Carles Gerhard, secretaris de la mesa. Hi eren presents, a més, Salvador Armendares, Enric Canturri, Francesc Farreras i Duran, Francesc Riera i Claramunt i Martí Rouret. Joan Casanellas, Manuel Galès i Jaume Simó i Bofarull, residents a Mèxic, excusaren la seva presència.
A la votació per l'elecció de president de la Generalitat, participaren un total de 27 diputats: 9 hi eren presents personalment i altres 18 ho feren per correspondència, entre els quals 5 de Catalunya estant, probablement pertanyents a la Lliga.
Finalment, el resultat d'aquesta fou: 24 vots per a Josep Tarradellas, un a Manuel Serra i Moret i un a Pau Casals. Pel que fa al càrrec de president del Parlament, Ventura Gassol obtingué 24 vots i un Carles Pi i Sunyer, però davant la renúncia del càrrec de Gassol, assumí la presidència de la cambra Francesc Farreras i Duran, que n'era vicepresident primer.
El 16 d'agost d'aquell any, un decret del president interí Josep Irla proclamà Josep Tarradellas nou president de la Generalitat, i així es donà caràcter legal a un acord que motivà una certa polèmica entre l'exili català.